# Кумодзу
Кумодзу (яп. 雲出川 кумодзугава) — река в Японии на острове Хонсю. Протекает по территории префектуры Миэ.
Исток реки находится под горой Мимуне (三峰山, высотой 1235 м), на границе префектур Миэ и Нара. Кумодзу течёт на восток по равнине Исе. Неподалёку от устья от реки отделяется рукав Кумодзу-фурукава (яп. 雲出古川, «старая Кумодзу»), после чего оба рукава впадают в залив Исе Тихого океана. Основными притоками являются Хатемата (八手俣川), Хадзе (波瀬川) и Накамура (中村川).
Длина реки составляет 55 км, на территории её бассейна (550 км²) проживает около 90 000 человек. Согласно японской классификации, Кумодзу является рекой первого класса.
Около 55 % бассейна реки занимает природная растительность, около 34 % — сельскохозяйственные земли, около 11 % застроено.
Среднегодовая норма осадков в верховьях реки составляет около 2200 мм в год, а в низовьях около 1600—1800 мм в год.
В XX веке самые разрушительные наводнения происходили в 1959, 1971, 1974 и 1982 годах. Во время наводнения 1959 года пострадало более 3000 домов, в 1982 году — более 1300.